# ماريو سالييري
ماريو سالييري (بالإيطالية: Mario Salieri)‏ (و. 1957  م) هو منتج أفلام، ومخرج أفلام، وكاتب سيناريو إيطالي، ولد في نابولي، بدأ مشواره المهني سنة 1987.

## وصلات خارجية
- ماريو سالييري على موقع IMDb (الإنجليزية)
- ماريو سالييري على موقع ألو سيني (الفرنسية)
- ماريو سالييري على موقع قاعدة بيانات الفيلم (الإنجليزية)
- ماريو سالييري على موقع كينوبويسك (الروسية)

- ماريو سالييري في قاعدة بيانات الأفلام على الإنترنت